# Johann Agust Sutter House

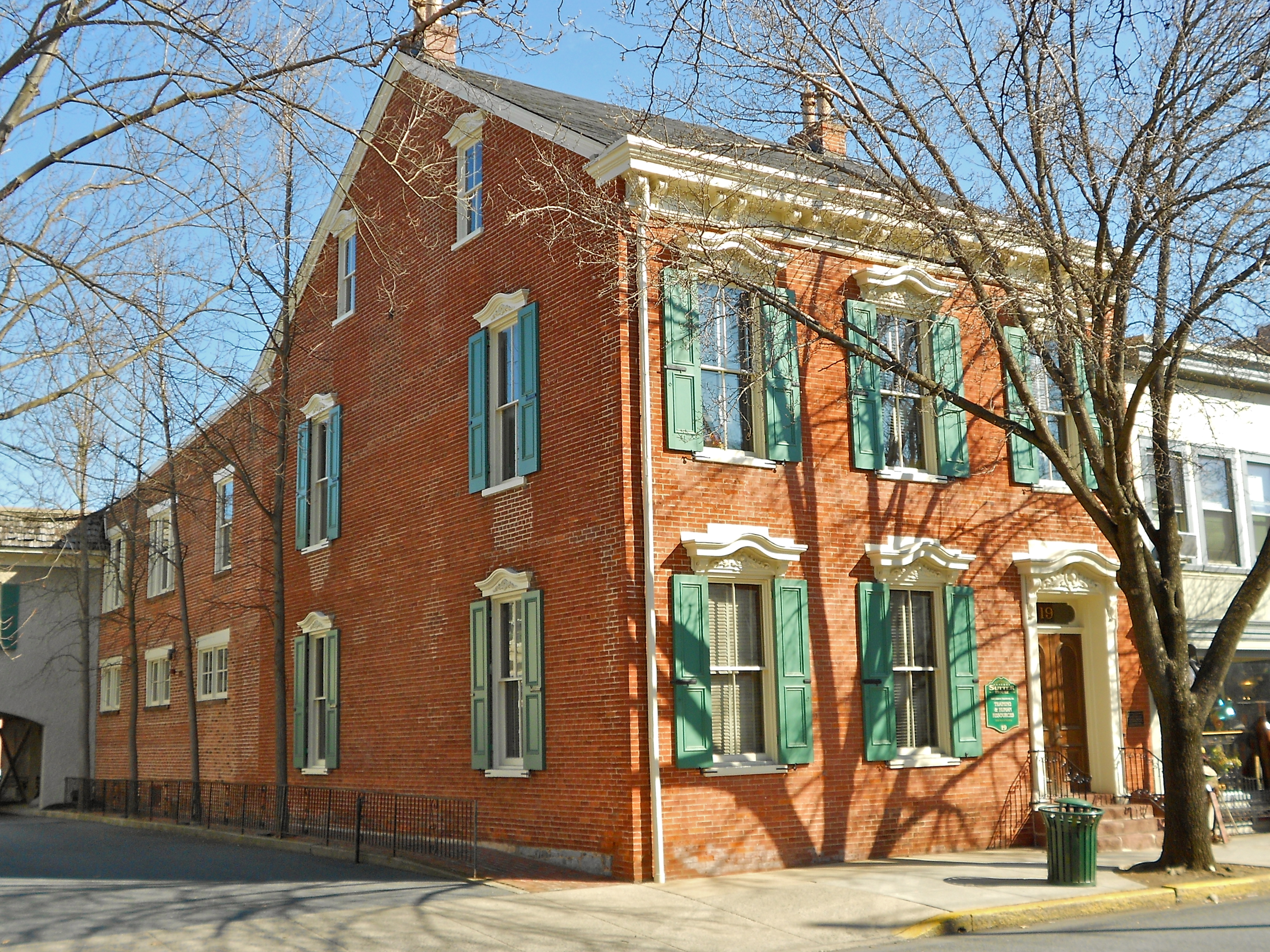
Johann Agust Sutter House, 1871 bis 1880 Wohnhaus von Johann August Sutter in Lititz (2012)

Das Johann Agust Sutter House ist das 1870/71 von Johann August Sutter und seiner Ehefrau Anna erbaute Wohnhaus in Lititz, Lancaster County (Pennsylvania).

## Geschichte
Nachdem seine Hock Farm in Kalifornien abgebrannt war, zog Sutter mit seiner Frau im Dezember 1865 nach Washington, D.C. 1866 reichte er beim Kongress der Vereinigten Staaten eine Petition wegen der vom obersten Bundesgericht verworfenen zweiten Landschenkung und dem ihm angetanen Unrecht ein. Das Verfahren im Kongress zog sich über Jahre hin und das Ehepaar Sutter war des Lebens in den Hotels von Washington überdrüssig und empfand es auch als zu kostspielig.
Das Ehepaar Sutter suchte sich ein Grundstück im Kern des Ortes aus. Da Sutter in der Planungsphase (2. Quartal 1870) an einem rheumatischen Fieber litt, plante der Architekt, Captain Bruker, aufgrund der Vorgaben von Sutters Frau Anna. Der Haupttrakt des Hauses nimmt eine Fläche von etwa 9 × 13 Metern ein. Da der Untergrund aus Kalkstein bestand, musste bei der Erstellung der Baugrube gesprengt werden und das Fundament und der Keller wurden aus Kalksteinen gebaut.
Das Haus selbst wurde im viktorianischen Italianate-Stil (auch „Amerikanischer Konsolenstil“) mit Ziegelsteinen errichtet und hat zweieinhalb Stockwerke mit einem schiefergedeckten Satteldach. Nach hinten wurde noch ein schmäleres zweistöckiges Gebäude aus Backsteinen für den Küchentrakt und das Esszimmer angebaut. Sutters zogen 1871 in das Haus und lebten hier bis zu ihrem Tod. Sutter starb am 18. Juni 1880 im renommierten Mades Hotel in Washington, wo er sich einmal mehr vergeblich um eine Entschädigung für seine kalifornischen Ländereien bemühte. Seine Frau starb im Januar 1881 in Lititz. Beigesetzt sind beide auf dem Friedhof der Herrnhuter Brüdergemeine in Lititz. Auch die drei Kinder von Sutters ältestem Sohn Johann August Sutter jun. aus erster Ehe lebten lange Zeit bei ihren Großeltern. Die beiden Mädchen besuchten das Mädchenpensionat Linden-Hall – das älteste reine Mädchenpensionat in den Vereinigten Staaten.
In den 1930er-Jahren wurde das Haus entkernt und umgebaut. Dem hinteren Backsteinanbau wurde ein Betontrakt angegliedert. Das Gebäude liegt heute im Lititz Moravian Historic District (17–19 East Main Street) und wurde 1982 im National Register of Historic Places eingetragen.
2019 wurde die Liegenschaft zu Vermietung oder Verkauf ausgeschrieben.
Sutter House Publishers und The General Sutter Inn haben und hatten kein Domizil im Johann Agust Sutter House, sondern nutzen Sutters Namen nur für Werbezwecke. Letzteres zumindest von 1930 bis 2020.